# Aitken Nunatak
Aitken Nunatak är en nunatak i Antarktis. Den ligger i Östantarktis. Nya Zeeland gör anspråk på området. Toppen på Aitken Nunatak är 2 785 meter över havet.
Terrängen runt Aitken Nunatak är huvudsakligen platt, men norrut är den kuperad. Trakten är obefolkad. Det finns inga samhällen i närheten.